# Пруды Москвы

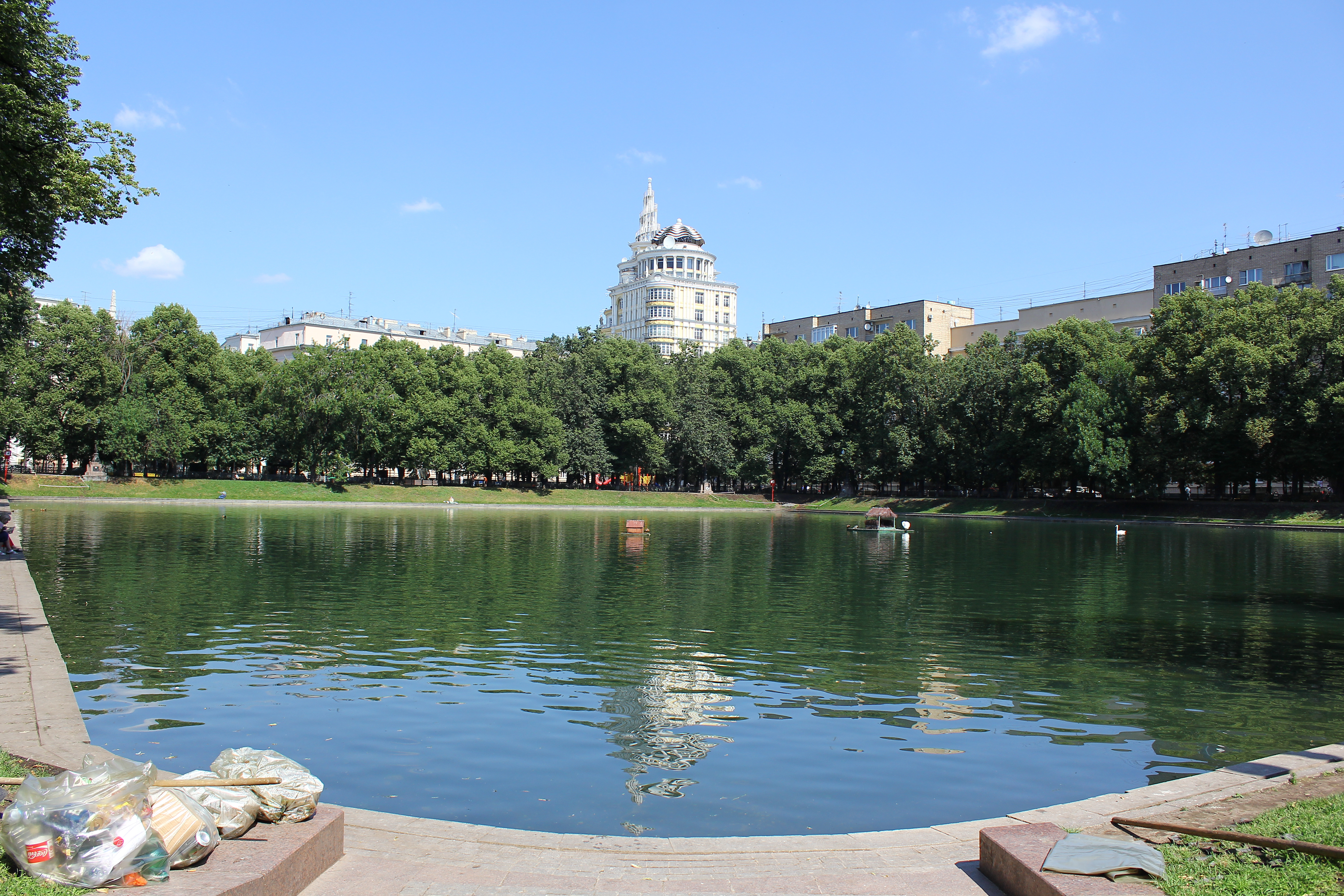
Патриаршие пруды

В настоящее время в Москве насчитывается приблизительно 300 прудов (По данным ИОЦ «ЭкоМосква», другие источники указывают на 438 прудов), а их суммарная площадь — около 800 гектаров. Основная масса прудов в Москве была создана путём постройки плотин на реках или ручьях, некоторые — целенаправленно выкапывали, а, например, пруд рядом с Новодевичьим монастырём имеет ледниковое происхождение.
Пруды Москвы делятся на немногочисленные купальные (в 2007 году Роспотребнадзором купание было разрешено в 6 прудах) и декоративные. В декоративных прудах зачастую купание запрещено, но на берегах таких прудов иногда есть лодочные станции, где можно арендовать лодку или водный велосипед и прокатиться. В своё время прогулки на лодках были одним из наиболее популярных видов летнего отдыха.

## Описание
Раньше в Москве было значительно больше прудов (до 850). Тогда их использовали как рыбразводники, черпали воду для тушения огня, стирали одежду и мылись. В течение пары последних веков в Москве было осушено примерно 700 прудов. В итоге большинство из них сохранились лишь в документальных записях или в художественных произведениях. На территории современного Ярославского вокзала в Москве в своё время располагался Красный пруд, который также именовали Красносельским или Великим. Это был один из наиболее старых прудов Москвы, упоминавшийся ещё в летописях 1423 года под названием «Великий». Позднее, когда рядом было заложено царское село Красносельское, пруд также сменил название на Красносельский. Изначально его площадь составляла 23 гектара, но со временем она уменьшалась. В XIX веке в Красносельский пруд стали сливать отходы, а в 1910 году он был осушен.

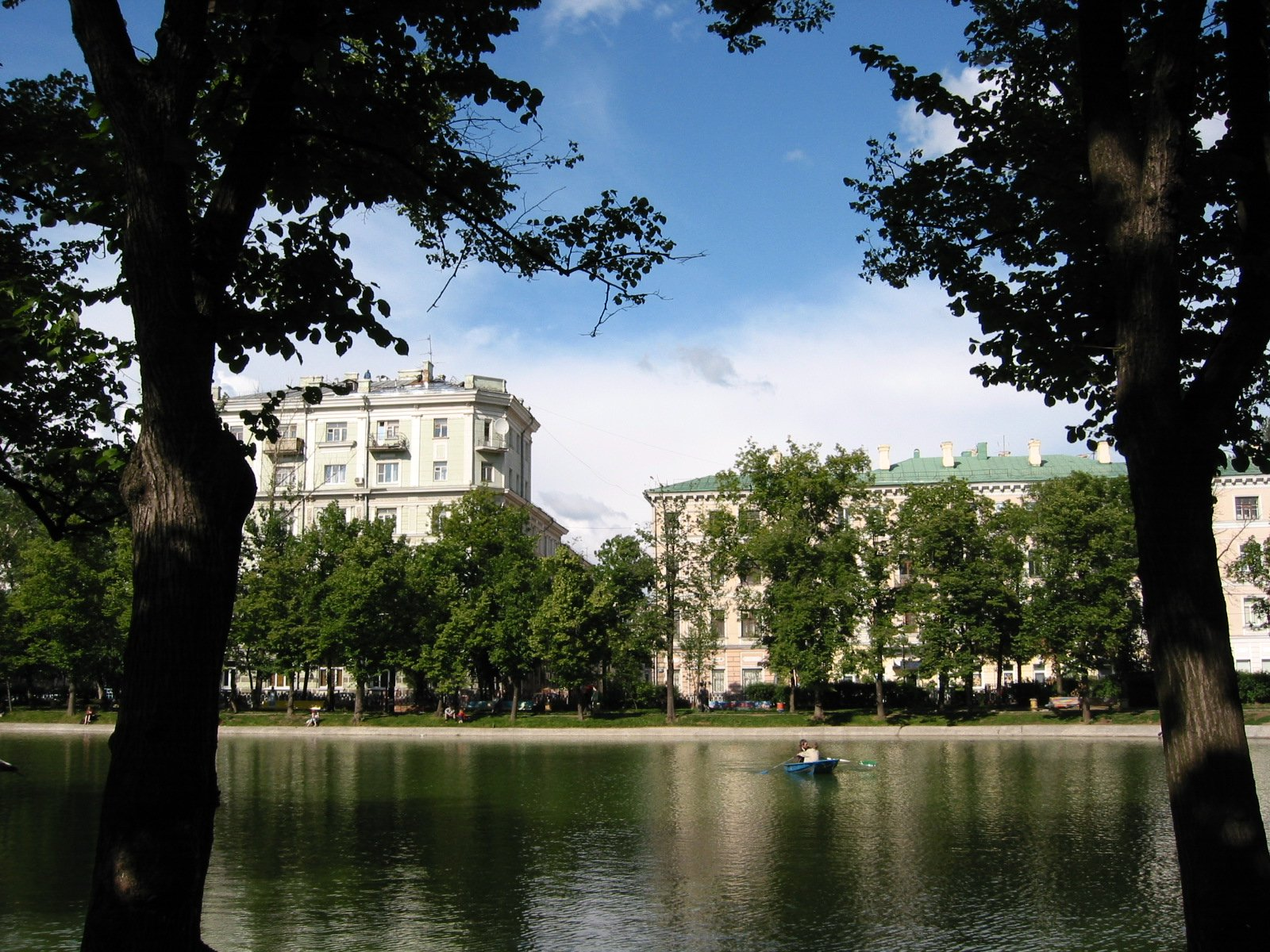
Чистые пруды

Ряд прудов Москвы имеет исторические названия, в частности: Пресненский, Олений, Лефортовский, Измайловский. Рядом с Симоновым монастырём в Москве находился Лизин пруд. Прославился этот водоём в конце XVIII века благодаря повести Н. М. Карамзина «Бедная Лиза», главная героиня которой покончила с собой, утопившись в пруду.
Наиболее знаменитые пруды Москвы — это Патриаршие и Чистые. В действительности оба в настоящий момент представлены в единичном экземпляре, принято использовать устоявшиеся исторические названия. Чистый пруд был создан в Москве в XVII веке, и именовался он в те времена Поганым прудом, потому что в него сбрасывали нечистоты из соседних мясных лавок и боен. Когда в XVIII веке земли, где находился пруд, перешли к А. Д. Меншикову, он приказал расчистить пруд. В итоге последний стал именоваться Чистым прудом, а его окрестности — Чистыми прудами. Патриарших прудов, на самом деле, в своё время было несколько, но до нас дошёл лишь один. В определённой степени известности прудам прибавил роман М. А. Булгакова «Мастер и Маргарита», действия которого происходят на Патриарших прудах. Большая часть современных прудов расположена на окраинах Москвы, в историческом центре города находятся только Патриаршие и Чистые.
В настоящее время эти пруды, а также Измайловские, Царицынские — являются популярным местом отдыха многих жителей Москвы. Городские власти готовят пруды к лету, чистят дно, если пруд используется для купания — обустраивают пляжи. Список пригодных для купания московских прудов печатается в газетах. Большое число загородных прудов зарыблены разнообразными видами рыб, по берегам гнездятся птицы, а в лесных массивах есть животные, которые редко встречаются в пределах города.
Недалеко от метро Коньково находятся Большой и Малый Коньковские пруды. От пяти прудов с XVIII века до наших дней сохранилось всего два. На берегу Большого Коньковского пруда установлена летняя эстрадная площадка. Районая администрация использует эту сцену для проведения праздничных концертов и ночных показов фильмов.

## Происхождение московских прудов
Основная масса прудов в Москве расположена в выкопанных выемках, некоторые пруды плотинные, немногие раньше были пойменными озёрами. Среди последних — Голицынский пруд в Парке имени Горького, Новоспасский и Новодевичий пруды, а также Лефортовские пруды в пойме Яузы.
По конструкции московские пруды можно разделить на: 
- «старые» с естественным илистым дном и глинистыми берегами и с естественным питанием от родников и атмосферных осадков;
- «новые» полностью искусственные пруды, созданные в XX веке среди московских новостроек для противопожарных целей и отдыха жителей, имеют бетонные берега (иногда и дно) и питаются из водопровода.